# Billy, Calvados

Billy este o comună în departamentul Calvados, Franța. În 1 ianuarie 2018 avea o populație de 411 de locuitori.